# Cautio operis novi nuntiatio
L'operis novi nuntiatio nel diritto romano era un'intimazione a non continuare l'opera che sul fondo del vicino fosse in corso e che si ritenesse lesiva di un proprio diritto (ad esempio, di servitù). Qualora l'opera fosse stata portata avanti, il pretore avrebbe dato a chi ne aveva diritto l'interdictum demolitorium, ovvero l'obbligo di demolire quanto costruito dopo la nuntiatio. Gli effetti di questa operis novi nuntiatio sarebbero cessati in caso di morte dell'intimante o per alienazione del suo fondo o diritto. Cessavano gli effetti dell'operis novi nuntiatio nel caso in cui l'intimato promettesse con una stipulatio (la cautio operis novi nuntiatio) che avrebbe smantellato l'opera nel caso in cui fosse stata davvero ritenuta illegittima.